# Primera División de México 1980-81
La temporada 1980-81 fue la edición XXXIX del campeonato de liga de la Primera División en la denominada "época profesional" del fútbol mexicano; comenzó el 19 de septiembre y finalizó el 9 de agosto. Se mantuvo el mismo formato de competencia de los últimos dos certámenes, con 20 equipos divididos en cuatro grupos de cinco clubes, los dos mejores de cada sector se clasificaron a la liguilla, que se repartió en dos agrupaciones de cuatro conjuntos, siendo los de mejor puntaje los finalistas. 
En dicha instancia, un error de cálculo impidió llegar más lejos a los Tecos de la UAG, líderes del torneo, que solicitaron disputar sus dos primeros juegos como local en la primera vuelta de la liguilla, considerando más accesible de esa manera para asegurar su pase a la final; sin embargo, dos empates a cero y luego una derrota en la segunda vuelta ante Zacatepec, además de solo cosechar una victoria (como visitante),  terminaron marginando al líder de la final del campeonato, que sería disputada por el bicampeón vigente Cruz Azul y los Pumas de la UNAM, repitiéndose así la final de 1979. 
Con el retiro de Miguel Marín el 6 de junio de 1981 a causa de un problema del corazón, el equipo celeste se vio defendido la mayor parte del torneo por el también argentino Ricardo Ferrero quien, durante la liguilla, recibió solo una anotación de penal y mantuvo su valla invicta en cuatro partidos, sin embargo, no pudo evitar la derrota de Cruz Azul con 4-2 global (1-0 en el Azteca y 4-1 en el Olímpico Universitario) ante la Universidad Nacional. Hugo Sánchez disputó su último partido en México en el partido de vuelta de la final habiendo ya firmado con el Atlético de Madrid, y se reportó hasta el día 12 de agosto en la entidad rojiblanca, dando inicio a la exitosa carrera que desarrollaría en Europa.
Este certamen significó el ascenso y debut en la categoría de los Atletas Campesinos, que se convirtieron en el primer equipo de Querétaro en disputar el máximo circuito, sustituyendo como campeón de la Segunda División al descendido  Jalisco, mientras que la Unión de Curtidores descendió tras caer en la promoción ante el Atlas con 3-2 global (2-0 en el Jalisco y 2-1 en la Martinica).

## Sistema de competencia
Los veinte participantes fueron divididos en cuatro grupos de cinco equipos cada uno; todos disputan la fase regular bajo un sistema de liga, es decir, todos contra todos a visita recíproca; con un criterio de puntuación que otorga dos unidades por victoria, una por empate y cero por derrota. Los criterios de desempate para definir todas las posiciones serían la diferencia de goles entre tantos anotados y los recibidos, después se consideraría el gol average o promedio de goles y finalmente la cantidad de goles anotados.
Clasifican a la disputa de la fase final por el título, el primer y segundo lugar de cada grupo (sin importar su ubicación en la tabla general). Los ocho equipos clasificados son ubicados en dos grupos de cuatro equipos cada uno, se enfrentan en duelos a visita recíproca contra los integrantes de su sector, clasificando a la final los líderes de cada grupo. Los criterios de desempate para la fase grupal de la liguilla fueron los mismos que los de la fase regular. La definición de serie final tomaría como criterio el marcador global al final de los dos partidos. De haber empate en este, se alargaría el juego de vuelta a la disputa de dos tiempos extras de 15 minutos cada uno, y posteriormente tiros desde el punto penal, hasta que se produjera un ganador. 
En la liguilla por el no descenso, se enfrentarían los dos últimos lugares de la tabla general, únicamente si existiera una diferencia de tres puntos o menos entre los involucrados, de lo contrario el club con menos puntos descendería automáticamente a segunda división.

## Participantes

### Ascensos y descensos
| Pos | Ascendido de la Segunda División 1979-80 |
| --- | ---------------------------------------- |
| 6º  | Atletas Campesinos                       |

| Pos         | Descendido en la Primera División 1979-80 |
| ----------- | ----------------------------------------- |
| 20° (Prom.) | Jalisco                                   |

### Equipos por entidad federativa
En la temporada 1980-1981 jugaron 20 equipos que se distribuían de la siguiente forma:
| Monterrey Tigres Tampico A. Potosino U de G Atlas Guadalajara U.A.G León U. Curtidores Atletas Campesinos A. Español Puebla Neza Zacatepec Toluca América Cruz Azul Atlante UNAM | \| Entidad Federativa \| N.º \| Equipos \| \| ------------------ \| --- \| ---------------------------------------------------- \| \| Distrito Federal \| 5 \| América, Cruz Azul, Atlante, UNAM y Atlético Español \| \| Jalisco \| 4 \| Atlas, Tecos, U de G y Guadalajara \| \| Guanajuato \| 2 \| León y Unión de Curtidores \| \| Nuevo León \| 2 \| Monterrey y UANL \| \| Estado de México \| 2 \| Toluca y Neza \| \| Querétaro \| 1 \| Atletas Campesinos \| \| San Luis Potosí \| 1 \| Atlético Potosino \| \| Tamaulipas \| 1 \| Tampico \| \| Puebla \| 1 \| Puebla \| \| Morelos \| 1 \| Zacatepec \| |                                                      |
| Entidad Federativa | N.º | Equipos                                              |
| Distrito Federal | 5 | América, Cruz Azul, Atlante, UNAM y Atlético Español |
| Jalisco | 4 | Atlas, Tecos, U de G y Guadalajara                   |
| Guanajuato | 2 | León y Unión de Curtidores                           |
| Nuevo León | 2 | Monterrey y UANL                                     |
| Estado de México | 2 | Toluca y Neza                                        |
| Querétaro | 1 | Atletas Campesinos                                   |
| San Luis Potosí | 1 | Atlético Potosino                                    |
| Tamaulipas | 1 | Tampico                                              |
| Puebla | 1 | Puebla                                               |
| Morelos | 1 | Zacatepec                                            |

### Información sobre los equipos participantes
| Equipo              | Ciudad                           | Estadio                | Capacidad |
| ------------------- | -------------------------------- | ---------------------- | --------- |
| América             | México, D. F.                    | Azteca                 | 110,000   |
| Atlante             | México, D. F.                    | Azteca                 | 110,000   |
| Atlas               | Guadalajara, Jalisco             | Jalisco                | 56,000    |
| Atletas Campesinos  | Santiago de Querétaro, Querétaro | Municipal de Querétaro | 12,000    |
| Atlético Español    | México, D. F.                    | Azteca                 | 110,000   |
| Atlético Potosino   | San Luis Potosí, S.L.P.          | Plan de San Luis       | 20,000    |
| Cruz Azul           | México, D. F.                    | Azteca                 | 110,000   |
| Guadalajara         | Guadalajara, Jalisco             | Jalisco                | 56,000    |
| León                | León, Guanajuato                 | León                   | 30,000    |
| Monterrey           | Monterrey, Nuevo León            | Tecnológico            | 38,000    |
| Neza                | Texcoco, Estado de México        | Municipal de Texcoco   | 5,000     |
| Puebla              | Puebla, Puebla                   | Cuauhtémoc             | 36,000    |
| Tampico             | Tampico, Tamaulipas              | Tamaulipas             | 19,500    |
| Tecos UAG           | Zapopan, Jalisco                 | Tres de Marzo          | 25,000    |
| Tigres UANL         | Monterrey, Nuevo León            | Universitario          | 44,000    |
| Toluca              | Toluca, Estado de México         | Toluca 70              | 27,000    |
| Unión de Curtidores | León, Guanajuato                 | La Martinica           | 11,000    |
| U. de G.            | Guadalajara, Jalisco             | Jalisco                | 56,000    |
| Pumas UNAM          | México, D. F.                    | Olímpico Universitario | 66,000    |
| Zacatepec           | Zacatepec, Morelos               | Agustín Coruco Díaz    | 18,000    |

## Tabla general
| Pos. | Equipo                  | Pts. | PJ | G  | E  | P  | GF | GC | Dif. | Clasificación               |
| ---- | ----------------------- | ---- | -- | -- | -- | -- | -- | -- | ---- | --------------------------- |
| 1    | Tecos UAG               | 51   | 38 | 19 | 13 | 6  | 70 | 49 | +21  | Cuadrangular de la liguilla |
| 2    | Pumas UNAM (C)          | 49   | 38 | 19 | 11 | 8  | 79 | 53 | +26  | Cuadrangular de la liguilla |
| 3    | Guadalajara             | 43   | 38 | 15 | 13 | 10 | 53 | 41 | +12  | Cuadrangular de la liguilla |
| 4    | Zacatepec               | 42   | 38 | 17 | 8  | 13 | 67 | 54 | +13  | Cuadrangular de la liguilla |
| 5    | Cruz Azul               | 42   | 38 | 14 | 14 | 10 | 45 | 36 | +9   | Cuadrangular de la liguilla |
| 6    | Atlético Español        | 42   | 38 | 15 | 12 | 11 | 43 | 43 | 0    | Cuadrangular de la liguilla |
| 7    | Coyotes Neza            | 41   | 38 | 13 | 15 | 10 | 42 | 39 | +3   | Cuadrangular de la liguilla |
| 8    | Atlante                 | 41   | 38 | 16 | 9  | 13 | 58 | 47 | +11  |                             |
| 9    | Toluca                  | 40   | 38 | 14 | 12 | 12 | 42 | 39 | +3   | Cuadrangular de la liguilla |
| 10   | Monterrey               | 38   | 38 | 12 | 14 | 12 | 50 | 55 | −5   |                             |
| 11   | Tigres                  | 37   | 38 | 14 | 9  | 15 | 52 | 52 | 0    |                             |
| 12   | Puebla                  | 37   | 38 | 12 | 13 | 13 | 56 | 59 | −3   |                             |
| 13   | América                 | 36   | 38 | 11 | 14 | 13 | 53 | 49 | +4   |                             |
| 14   | Atlético Potosino       | 36   | 38 | 10 | 16 | 12 | 48 | 55 | −7   |                             |
| 15   | Tampico                 | 34   | 38 | 11 | 12 | 15 | 57 | 60 | −3   |                             |
| 16   | U de G                  | 32   | 38 | 11 | 10 | 17 | 44 | 55 | −11  |                             |
| 17   | Atletas Campesinos      | 31   | 38 | 12 | 7  | 19 | 42 | 46 | −4   |                             |
| 18   | León                    | 31   | 28 | 8  | 15 | 5  | 32 | 65 | −33  |                             |
| 19   | Unión de Curtidores (D) | 30   | 38 | 7  | 16 | 15 | 28 | 46 | −18  | Liguilla por el no descenso |
| 20   | Atlas                   | 27   | 38 | 7  | 13 | 18 | 30 | 51 | −21  | Liguilla por el no descenso |

 Fuente: RSSSF

### Grupos

#### Grupo 1
| Pos. | Equipo           | Pts. | PJ | G  | E  | P  | GF | GC | Dif. | Clasificación               |
| ---- | ---------------- | ---- | -- | -- | -- | -- | -- | -- | ---- | --------------------------- |
| 1    | Atlético Español | 42   | 38 | 15 | 12 | 11 | 43 | 43 | 0    | Cuadrangular de la liguilla |
| 2    | Toluca           | 40   | 38 | 14 | 12 | 12 | 47 | 41 | +6   | Cuadrangular de la liguilla |
| 3    | Monterrey        | 38   | 38 | 12 | 14 | 12 | 50 | 55 | −5   |                             |
| 4    | América          | 36   | 38 | 11 | 14 | 13 | 53 | 49 | +4   |                             |
| 5    | Atlas            | 27   | 38 | 7  | 13 | 18 | 30 | 51 | −21  | Liguilla por el no descenso |

 Fuente: RSSSF

#### Grupo 2
| Pos. | Equipo       | Pts. | PJ | G  | E  | P  | GF | GC | Dif. | Clasificación               |
| ---- | ------------ | ---- | -- | -- | -- | -- | -- | -- | ---- | --------------------------- |
| 1    | Cruz Azul    | 42   | 38 | 14 | 14 | 10 | 45 | 36 | +9   | Cuadrangular de la liguilla |
| 2    | Coyotes Neza | 41   | 38 | 13 | 15 | 10 | 42 | 39 | +3   | Cuadrangular de la liguilla |
| 3    | Puebla       | 37   | 38 | 12 | 13 | 13 | 56 | 59 | −3   |                             |
| 4    | U de G       | 32   | 38 | 11 | 10 | 17 | 44 | 55 | −11  |                             |
| 5    | León         | 31   | 38 | 8  | 15 | 15 | 32 | 65 | −33  |                             |

 Fuente: RSSSF

#### Grupo 3
| Pos. | Equipo                  | Pts. | PJ | G  | E  | P  | GF | GC | Dif. | Clasificación               |
| ---- | ----------------------- | ---- | -- | -- | -- | -- | -- | -- | ---- | --------------------------- |
| 1    | Tecos UAG               | 51   | 38 | 19 | 13 | 6  | 70 | 49 | +21  | Cuadrangular de la liguilla |
| 2    | Zacatepec               | 42   | 38 | 17 | 8  | 13 | 67 | 58 | +9   | Cuadrangular de la liguilla |
| 3    | Atlante                 | 41   | 38 | 16 | 9  | 13 | 58 | 47 | +11  |                             |
| 4    | Atlético Potosino       | 36   | 38 | 10 | 16 | 12 | 48 | 55 | −7   |                             |
| 5    | Unión de Curtidores (D) | 30   | 38 | 7  | 16 | 15 | 28 | 46 | −18  | Liguilla por el no descenso |

 Fuente: RSSSF

#### Grupo 4
| Pos. | Equipo             | Pts. | PJ | G  | E  | P  | GF | GC | Dif. | Clasificación               |
| ---- | ------------------ | ---- | -- | -- | -- | -- | -- | -- | ---- | --------------------------- |
| 1    | Pumas UNAM (C)     | 49   | 38 | 19 | 11 | 8  | 79 | 53 | +26  | Cuadrangular de la liguilla |
| 2    | Guadalajara        | 43   | 38 | 15 | 13 | 10 | 53 | 41 | +12  | Cuadrangular de la liguilla |
| 3    | Tigres             | 37   | 38 | 14 | 9  | 15 | 52 | 52 | 0    |                             |
| 4    | Tampico            | 34   | 38 | 11 | 12 | 15 | 57 | 60 | −3   |                             |
| 5    | Atletas Campesinos | 31   | 38 | 12 | 7  | 19 | 42 | 46 | −4   |                             |

 Fuente: RSSSF

## Resultados
| Local \ Visitante   | AME | ATT | ATS | ATC | AES | APO | CAZ | GDL | LEO | MTY | NEZ | PUE | TAM | TOL | UDC | UAG | UNL | UDG | UNM | ZAC |
| ------------------- | --- | --- | --- | --- | --- | --- | --- | --- | --- | --- | --- | --- | --- | --- | --- | --- | --- | --- | --- | --- |
| América             | —   | 1–2 | 2–1 | 1–1 | 5–0 | 3–1 | 1–2 | 1–0 | 3–1 | 2–3 | 1–1 | 2–2 | 3–2 | 1–1 | 0–0 | 1–0 | 2–0 | 0–1 | 1–1 | 4–0 |
| Atlante             | 3–1 | —   | 2–2 | 1–0 | 0–1 | 1–1 | 0–1 | 2–2 | 5–0 | 1–2 | 0–3 | 3–2 | 1–0 | 2–2 | 1–2 | 0–2 | 2–0 | 3–1 | 2–3 | 5–3 |
| Atlas               | 3–1 | 0–2 | —   | 0–1 | 1–0 | 1–1 | 0–3 | 0–0 | 0–0 | 1–1 | 1–1 | 0–1 | 1–0 | 1–0 | 2–2 | 0–0 | 1–0 | 0–4 | 2–3 | 1–2 |
| Atletas Campesinos  | 2–0 | 0–1 | 2–1 | —   | 2–1 | 1–1 | 0–0 | 1–1 | 0–0 | 5–0 | 2–0 | 5–0 | 0–2 | 0–1 | 0–1 | 2–2 | 4–3 | 1–0 | 2–0 | 1–3 |
| Atlético Español    | 2–0 | 0–1 | 2–1 | 1–0 | —   | 1–0 | 0–1 | 0–0 | 2–1 | 1–1 | 1–0 | 4–2 | 1–1 | 0–0 | 2–1 | 1–1 | 1–0 | 1–2 | 1–1 | 1–1 |
| Atlético Potosino   | 4–4 | 1–0 | 2–1 | 1–2 | 0–0 | —   | 2–1 | 1–0 | 2–3 | 3–2 | 2–2 | 0–0 | 1–1 | 3–1 | 1–0 | 1–1 | 3–2 | 0–0 | 0–1 | 1–1 |
| Cruz Azul           | 0–0 | 0–2 | 1–1 | 0–1 | 2–4 | 2–2 | —   | 0–0 | 2–0 | 0–0 | 2–1 | 0–1 | 2–1 | 2–0 | 0–0 | 0–1 | 1–1 | 1–0 | 1–1 | 2–0 |
| Guadalajara         | 2–0 | 1–1 | 1–2 | 2–1 | 1–0 | 2–0 | 0–3 | —   | 2–0 | 4–3 | 2–0 | 2–1 | 2–0 | 3–0 | 4–2 | 2–0 | 0–0 | 1–0 | 5–1 | 0–1 |
| León                | 1–2 | 0–2 | 2–2 | 1–0 | 2–4 | 1–0 | 1–0 | 2–2 | —   | 0–3 | 0–0 | 2–1 | 1–1 | 3–3 | 0–0 | 2–2 | 2–1 | 0–0 | 0–4 | 2–1 |
| Monterrey           | 1–1 | 2–2 | 1–0 | 1–0 | 0–0 | 0–0 | 1–0 | 1–1 | 1–0 | —   | 2–0 | 3–2 | 1–0 | 3–1 | 0–2 | 1–2 | 2–2 | 1–1 | 0–0 | 1–1 |
| Neza                | 2–0 | 1–0 | 1–0 | 3–1 | 1–1 | 1–3 | 0–0 | 1–1 | 1–1 | 2–1 | —   | 2–0 | 1–0 | 0–0 | 3–2 | 1–2 | 2–1 | 2–0 | 2–3 | 0–0 |
| Puebla              | 1–1 | 0–0 | 6–1 | 2–0 | 1–0 | 4–2 | 3–2 | 1–1 | 1–1 | 5–3 | 1–1 | —   | 3–0 | 0–0 | 2–2 | 2–1 | 0–0 | 1–1 | 2–0 | 1–1 |
| Tampico             | 2–0 | 2–2 | 1–1 | 1–1 | 2–1 | 1–2 | 0–1 | 4–2 | 1–1 | 2–3 | 2–2 | 3–1 | —   | 2–2 | 2–0 | 2–1 | 2–0 | 1–5 | 4–4 | 3–1 |
| Toluca              | 0–0 | 2–0 | 1–1 | 1–0 | 2–2 | 1–0 | 2–2 | 1–1 | 4–0 | 1–1 | 0–0 | 1–0 | 2–1 | —   | 1–2 | 4–1 | 0–1 | 3–0 | 1–2 | 1–0 |
| Unión de Curtidores | 0–0 | 0–2 | 0–2 | 1–1 | 1–0 | 0–0 | 1–1 | 1–1 | 0–0 | 2–1 | 0–1 | 1–1 | 1–1 | 1–1 | —   | 1–0 | 0–0 | 2–1 | 2–1 | 2–0 |
| Tecos UAG           | 0–0 | 3–2 | 1–0 | 3–1 | 2–1 | 2–1 | 1–2 | 2–1 | 6–0 | 3–1 | 3–0 | 2–1 | 3–2 | 2–2 | 1–0 | —   | 3–3 | 0–0 | 2–2 | 2–0 |
| Tigres UANL         | 2–1 | 2–1 | 2–0 | 2–0 | 1–2 | 2–2 | 0–0 | 3–1 | 1–0 | 2–0 | 0–1 | 2–1 | 2–2 | 3–2 | 4–2 | 1–2 | —   | 2–0 | 2–1 | 1–0 |
| U. de G.            | 1–4 | 2–2 | 0–0 | 2–1 | 2–1 | 3–1 | 1–2 | 0–1 | 0–2 | 2–2 | 1–1 | 1–2 | 1–2 | 2–0 | 0–2 | 1–0 | 3–1 | —   | 1–5 | 2–1 |
| Pumas UNAM          | 2–2 | 0–1 | 1–0 | 3–1 | 1–2 | 2–2 | 2–2 | 5–3 | 0–0 | 2–0 | 2–1 | 3–0 | 1–3 | 2–1 | 4–1 | 5–0 | 3–1 | 4–1 | —   | 2–0 |
| Zacatepec           | 3–2 | 0–1 | 1–0 | 3–1 | 5–0 | 4–0 | 4–3 | 1–0 | 6–0 | 2–1 | 1–1 | 6–2 | 2–1 | 2–0 | 3–4 | 1–0 | 3–2 | 2–2 | 2–2 | —   |

## Goleo individual
Con 29 goles en la temporada regular, Evanivaldo Castro "Cabinho", delantero del Atlante, consigue coronarse por sexta ocasión consecutiva como campeón de goleo.
|     | Jugador              | Club             | Goles |
| --- | -------------------- | ---------------- | ----- |
| 1.  | Cabinho              | Atlante          | 29    |
| 2.  | Enrique Villalba     | Tecos UAG        | 24    |
| 3.  | Ricardo Castro       | Zacatepec        | 24    |
| 4.  | Jaime Pajarito       | Guadalajara      | 24    |
| 5.  | Carlos Eloir Perucci | Atlético Español | 20    |
| 6.  | Ricardo Ferretti     | Pumas UNAM       | 20    |
| 7.  | Hugo Sánchez         | Pumas UNAM       | 19    |
| 8.  | Sergio Lira          | Tampico          | 18    |
| 9.  | Osvaldo Castro       | Neza             | 17    |
| 10. | Miguel Ángel Torres  | Monterrey        | 17    |

## Liguilla

#### Grupo 1
| Pos. | Equipo    | Pts. | PJ | G | E | P | GF | GC | Dif. | Clasificación |
| ---- | --------- | ---- | -- | - | - | - | -- | -- | ---- | ------------- |
| 1    | Cruz Azul | 8    | 6  | 3 | 2 | 1 | 5  | 3  | +2   | Final         |
| 2    | Zacatepec | 7    | 6  | 3 | 1 | 2 | 12 | 8  | +4   |               |
| 3    | Toluca    | 5    | 6  | 2 | 1 | 3 | 5  | 7  | −2   |               |
| 4    | Tecos UAG | 4    | 6  | 1 | 2 | 3 | 7  | 11 | −4   |               |

 Fuente: RSSSF
Resultados
| Local     | Resultado | Visitante | Estadio                | Fecha       |
| --------- | --------- | --------- | ---------------------- | ----------- |
| Tecos UAG | 0-0       | Toluca    | Tres de Marzo          | 15 de julio |
| Zacatepec | 1-1       | Cruz Azul | Olímpico Universitario | 16 de julio |
| Toluca    | 0-1       | Cruz Azul | Toluca 70              | 19 de julio |
| Zacatepec | 3-1       | Tecos UAG | Agustín Coruco Díaz    | 19 de julio |
| Tecos UAG | 0-0       | Cruz Azul | Tres de Marzo          | 23 de julio |
| Toluca    | 1-0       | Zacatepec | Toluca 70              | 23 de julio |
| Cruz Azul | 1-0       | Toluca    | Azteca                 | 26 de julio |
| Tecos UAG | 3-4       | Zacatepec | Tres de Marzo          | 26 de julio |
| Cruz Azul | 1-0       | Zacatepec | Azteca                 | 29 de julio |
| Toluca    | 3-1       | Tecos UAG | Toluca 70              | 29 de julio |
| Cruz Azul | 1-2       | Tecos UAG | Azteca                 | 1 de agosto |
| Zacatepec | 4-1       | Toluca    | Agustín Coruco Díaz    | 2 de agosto |

#### Grupo 2
| Pos. | Equipo           | Pts. | PJ | G | E | P | GF | GC | Dif. | Clasificación |
| ---- | ---------------- | ---- | -- | - | - | - | -- | -- | ---- | ------------- |
| 1    | Pumas UNAM       | 9    | 6  | 4 | 1 | 1 | 12 | 9  | +3   | Final         |
| 2    | Neza             | 6    | 6  | 2 | 2 | 2 | 4  | 3  | +1   |               |
| 3    | Guadalajara      | 5    | 6  | 2 | 1 | 3 | 7  | 9  | −2   |               |
| 4    | Atlético Español | 4    | 6  | 1 | 2 | 3 | 6  | 8  | −2   |               |

 Fuente: RSSSF
Resultados
| Local            | Resultado | Visitante        | Estadio                | Fecha       |
| ---------------- | --------- | ---------------- | ---------------------- | ----------- |
| Atlético Español | 2-0       | Guadalajara      | Azteca                 | 15 de julio |
| Pumas UNAM       | 1-0       | Neza             | Olímpico Universitario | 16 de julio |
| Pumas UNAM       | 3-2       | Atlético Español | Olímpico Universitario | 19 de julio |
| Guadalajara      | 0-0       | Neza             | Jalisco                | 19 de julio |
| Atlético Español | 0-0       | Neza             | Azteca                 | 22 de julio |
| Guadalajara      | 2-3       | Pumas UNAM       | Jalisco                | 22 de julio |
| Atlético Español | 1-1       | Pumas UNAM       | Azteca                 | 25 de julio |
| Neza             | 1-0       | Guadalajara      | Municipal de Texcoco   |             |
| Neza             | 1-2       | Pumas UNAM       | Municipal de Texcoco   | 29 de julio |
| Guadalajara      | 2-1       | Atlético Español | Jalisco                | 29 de julio |
| Pumas UNAM       | 2-3       | Guadalajara      | Azteca                 | 2 de agosto |
| Neza             | 2-0       | Atlético Español | Municipal de Texcoco   | 2 de agosto |

#### Descenso
| 16 de julio de 1981 | Atlas                            | 2:0 (1:0) | Unión de Curtidores | Estadio Jalisco, Guadalajara     |                                  |
|                     | da Silva 10' (pen.) · Torres 64' |           |                     | Árbitro(s): Marcel Pérez Guevara | Árbitro(s): Marcel Pérez Guevara |

| 23 de julio de 1981                                              | Unión de Curtidores             | 2:1 (1:0) | Atlas        | Estadio La Martinica, León de Los Aldama |                                     |
|                                                                  | Rivera 33' (pen.) · da Rosa 74' |           | da Silva 71' | Árbitro(s): Enrique Mendoza Guillén      | Árbitro(s): Enrique Mendoza Guillén |
| Unión de Curtidores desciende a la Segunda División. Global 3:2. |                                 |           |              |                                          |                                     |

## Final

### Ida
| 6 de agosto de 1981 | Cruz Azul   | 1:0 (0:0) | Pumas UNAM | Estadio Azteca, Ciudad de México   |                                    |
|                     | Camacho 47' |           |            | Árbitro(s): Fermín Ramírez Zermeño | Árbitro(s): Fermín Ramírez Zermeño |

| 1     | POR   | Ricardo Ferrero      |     |
| 2     | DEF   | Nacho Flores         |     |
| 3     | DEF   | Sergio Rubio         |     |
| 5     | DEF   | Miguel Ángel Cornero |     |
| 14    | DEF   | Rafael Toribio       |     |
| 6     | MED   | Guillermo Mendizábal |     |
| 7     | MED   | Carlos Jara Saguier  |     |
| 8     | MED   | Gerardo Lugo         |     |
| 9     | DEL   | Rodolfo Montoya      |     |
| 16    | DEL   | Silvio Fógel         | 83' |
| 17    | DEL   | Adrián Camacho       | 83' |
| D. T. | D. T. | Ignacio Trelles      |     |

| 20    | POR   | Olaf Heredia        |     |
| 18    | DEF   | Rafael Amador       | 81' |
| 3     | DEF   | Gustavo Vargas      |     |
| 16    | DEF   | Eduardo Salcedo     |     |
| 2     | DEF   | Pablo Luna          |     |
| 6     | MED   | Pareja López        |     |
| 22    | MED   | Manuel Negrete      |     |
| 8     | MED   | Enrique López Zarza |     |
| 9     | DEL   | Manuel Manzo        |     |
| 7     | DEL   | Ricardo Ferretti    |     |
| 11    | DEL   | Hugo Sánchez        |     |
| D. T. | D. T. | Bora Milutinovic    |     |

| 11 | MED | Mario Medina   | 83' |
| 25 | MED | Armando Romero | 83' |

| 15 | DEL | Lucho Flores | 81' |

| 47' | Adrián Camacho | 1:0 |

| 84' | Ricardo Ferrero |

| 84' | Pareja López |

| 70' | Rafael Toribio |

| Principal  | Fermín Ramírez Zermeño |
| Asistentes | Marcel Pérez Guevara   |
|            | Jorge Alberto Narváez  |

| 1     | POR   | Ricardo Ferrero      |     |
| 2     | DEF   | Nacho Flores         |     |
| 3     | DEF   | Sergio Rubio         |     |
| 5     | DEF   | Miguel Ángel Cornero |     |
| 14    | DEF   | Rafael Toribio       |     |
| 6     | MED   | Guillermo Mendizábal |     |
| 7     | MED   | Carlos Jara Saguier  |     |
| 8     | MED   | Gerardo Lugo         |     |
| 9     | DEL   | Rodolfo Montoya      |     |
| 16    | DEL   | Silvio Fógel         | 83' |
| 17    | DEL   | Adrián Camacho       | 83' |
| D. T. | D. T. | Ignacio Trelles      |     |

| 20    | POR   | Olaf Heredia        |     |
| 18    | DEF   | Rafael Amador       | 81' |
| 3     | DEF   | Gustavo Vargas      |     |
| 16    | DEF   | Eduardo Salcedo     |     |
| 2     | DEF   | Pablo Luna          |     |
| 6     | MED   | Pareja López        |     |
| 22    | MED   | Manuel Negrete      |     |
| 8     | MED   | Enrique López Zarza |     |
| 9     | DEL   | Manuel Manzo        |     |
| 7     | DEL   | Ricardo Ferretti    |     |
| 11    | DEL   | Hugo Sánchez        |     |
| D. T. | D. T. | Bora Milutinovic    |     |

| 11 | MED | Mario Medina   | 83' |
| 25 | MED | Armando Romero | 83' |

| 15 | DEL | Lucho Flores | 81' |

| 47' | Adrián Camacho | 1:0 |

| 84' | Ricardo Ferrero |

| 84' | Pareja López |

| 70' | Rafael Toribio |

| Principal  | Fermín Ramírez Zermeño |
| Asistentes | Marcel Pérez Guevara   |
|            | Jorge Alberto Narváez  |

| 1     | POR   | Ricardo Ferrero      |     |
| 2     | DEF   | Nacho Flores         |     |
| 3     | DEF   | Sergio Rubio         |     |
| 5     | DEF   | Miguel Ángel Cornero |     |
| 14    | DEF   | Rafael Toribio       |     |
| 6     | MED   | Guillermo Mendizábal |     |
| 7     | MED   | Carlos Jara Saguier  |     |
| 8     | MED   | Gerardo Lugo         |     |
| 9     | DEL   | Rodolfo Montoya      |     |
| 16    | DEL   | Silvio Fógel         | 83' |
| 17    | DEL   | Adrián Camacho       | 83' |
| D. T. | D. T. | Ignacio Trelles      |     |

| 20    | POR   | Olaf Heredia        |     |
| 18    | DEF   | Rafael Amador       | 81' |
| 3     | DEF   | Gustavo Vargas      |     |
| 16    | DEF   | Eduardo Salcedo     |     |
| 2     | DEF   | Pablo Luna          |     |
| 6     | MED   | Pareja López        |     |
| 22    | MED   | Manuel Negrete      |     |
| 8     | MED   | Enrique López Zarza |     |
| 9     | DEL   | Manuel Manzo        |     |
| 7     | DEL   | Ricardo Ferretti    |     |
| 11    | DEL   | Hugo Sánchez        |     |
| D. T. | D. T. | Bora Milutinovic    |     |

| 11 | MED | Mario Medina   | 83' |
| 25 | MED | Armando Romero | 83' |

| 15 | DEL | Lucho Flores | 81' |

| 47' | Adrián Camacho | 1:0 |

| 84' | Ricardo Ferrero |

| 84' | Pareja López |

| 70' | Rafael Toribio |

| Principal  | Fermín Ramírez Zermeño |
| Asistentes | Marcel Pérez Guevara   |
|            | Jorge Alberto Narváez  |

| 1     | POR   | Ricardo Ferrero      |     |
| 2     | DEF   | Nacho Flores         |     |
| 3     | DEF   | Sergio Rubio         |     |
| 5     | DEF   | Miguel Ángel Cornero |     |
| 14    | DEF   | Rafael Toribio       |     |
| 6     | MED   | Guillermo Mendizábal |     |
| 7     | MED   | Carlos Jara Saguier  |     |
| 8     | MED   | Gerardo Lugo         |     |
| 9     | DEL   | Rodolfo Montoya      |     |
| 16    | DEL   | Silvio Fógel         | 83' |
| 17    | DEL   | Adrián Camacho       | 83' |
| D. T. | D. T. | Ignacio Trelles      |     |

| 20    | POR   | Olaf Heredia        |     |
| 18    | DEF   | Rafael Amador       | 81' |
| 3     | DEF   | Gustavo Vargas      |     |
| 16    | DEF   | Eduardo Salcedo     |     |
| 2     | DEF   | Pablo Luna          |     |
| 6     | MED   | Pareja López        |     |
| 22    | MED   | Manuel Negrete      |     |
| 8     | MED   | Enrique López Zarza |     |
| 9     | DEL   | Manuel Manzo        |     |
| 7     | DEL   | Ricardo Ferretti    |     |
| 11    | DEL   | Hugo Sánchez        |     |
| D. T. | D. T. | Bora Milutinovic    |     |

| 11 | MED | Mario Medina   | 83' |
| 25 | MED | Armando Romero | 83' |

| 15 | DEL | Lucho Flores | 81' |

| 47' | Adrián Camacho | 1:0 |

| 84' | Ricardo Ferrero |

| 84' | Pareja López |

| 70' | Rafael Toribio |

| Principal  | Fermín Ramírez Zermeño |
| Asistentes | Marcel Pérez Guevara   |
|            | Jorge Alberto Narváez  |

### Vuelta
| 9 de agosto de 1981                                     | Pumas UNAM                                         | 4:1 (3:1) | Cruz Azul   | Estadio Olímpico Universitario, Ciudad de México |                                     |
|                                                         | Sánchez 10' · Ferretti 21' · Manzo 27' · López 75' |           | Toribio 40' | Árbitro(s): Antonio Márquez Ramírez              | Árbitro(s): Antonio Márquez Ramírez |
| Pumas UNAM campeón de la temporada 1980-81. Global 4:2. |                                                    |           |             |                                                  |                                     |

| 20    | POR   | Olaf Heredia        |     |
| 2     | DEF   | Pablo Luna          |     |
| 3     | DEF   | Gustavo Vargas      |     |
| 4     | DEF   | Jorge Paolino       |     |
| 18    | DEF   | Rafael Amador       |     |
| 6     | MED   | Pareja López        |     |
| 8     | MED   | Enrique López Zarza |     |
| 9     | MED   | Manuel Manzo        |     |
| 7     | DEL   | Ricardo Ferretti    |     |
| 22    | DEL   | Manuel Negrete      | 78' |
| 11    | DEL   | Hugo Sánchez        | 86' |
| D. T. | D. T. | Bora Milutinovic    |     |

| 1     | POR   | Ricardo Ferrero      |     |
| 2     | DEF   | Nacho Flores         |     |
| 3     | DEF   | Sergio Rubio         |     |
| 5     | DEF   | Miguel Ángel Cornero |     |
| 14    | DEF   | Rafael Toribio       |     |
| 25    | MED   | Armando Romero       | 45' |
| 6     | MED   | Guillermo Mendizábal |     |
| 7     | MED   | Carlos Jara Saguier  |     |
| 9     | DEL   | Rodolfo Montoya      |     |
| 17    | DEL   | Adrián Camacho       |     |
| 8     | DEL   | Gerardo Lugo         |     |
| D. T. | D. T. | Ignacio Trelles      |     |

| 12 | MED | Mauricio Peña   | 78' |
| 16 | DEF | Eduardo Salcedo | 86' |

| 11 | MED | Mario Medina | 45' |

| 10' · 21' · 27' · 75' | Hugo Sánchez Ricardo Ferretti Manuel Manzo Enrique López Zarza |  |

| 40' | Rafael Toribio |  |

| 48' · 60' | Olaf Heredia Jorge Paulino |

| 33' · 67' · 84' | Guillermo Mendizábal Rodolfo Montoya Gerardo Lugo |

| 88' | Bora Milutinovic |

| 66' | Carlos Jara Saguier |

| Principal  | Antonio Márquez Ramírez |
| Asistentes | Mario Rubio Vázquez     |
|            | Enrique Mendoza Guillén |

| 20    | POR   | Olaf Heredia        |     |
| 2     | DEF   | Pablo Luna          |     |
| 3     | DEF   | Gustavo Vargas      |     |
| 4     | DEF   | Jorge Paolino       |     |
| 18    | DEF   | Rafael Amador       |     |
| 6     | MED   | Pareja López        |     |
| 8     | MED   | Enrique López Zarza |     |
| 9     | MED   | Manuel Manzo        |     |
| 7     | DEL   | Ricardo Ferretti    |     |
| 22    | DEL   | Manuel Negrete      | 78' |
| 11    | DEL   | Hugo Sánchez        | 86' |
| D. T. | D. T. | Bora Milutinovic    |     |

| 1     | POR   | Ricardo Ferrero      |     |
| 2     | DEF   | Nacho Flores         |     |
| 3     | DEF   | Sergio Rubio         |     |
| 5     | DEF   | Miguel Ángel Cornero |     |
| 14    | DEF   | Rafael Toribio       |     |
| 25    | MED   | Armando Romero       | 45' |
| 6     | MED   | Guillermo Mendizábal |     |
| 7     | MED   | Carlos Jara Saguier  |     |
| 9     | DEL   | Rodolfo Montoya      |     |
| 17    | DEL   | Adrián Camacho       |     |
| 8     | DEL   | Gerardo Lugo         |     |
| D. T. | D. T. | Ignacio Trelles      |     |

| 12 | MED | Mauricio Peña   | 78' |
| 16 | DEF | Eduardo Salcedo | 86' |

| 11 | MED | Mario Medina | 45' |

| 10' · 21' · 27' · 75' | Hugo Sánchez Ricardo Ferretti Manuel Manzo Enrique López Zarza |  |

| 40' | Rafael Toribio |  |

| 48' · 60' | Olaf Heredia Jorge Paulino |

| 33' · 67' · 84' | Guillermo Mendizábal Rodolfo Montoya Gerardo Lugo |

| 88' | Bora Milutinovic |

| 66' | Carlos Jara Saguier |

| Principal  | Antonio Márquez Ramírez |
| Asistentes | Mario Rubio Vázquez     |
|            | Enrique Mendoza Guillén |

| 20    | POR   | Olaf Heredia        |     |
| 2     | DEF   | Pablo Luna          |     |
| 3     | DEF   | Gustavo Vargas      |     |
| 4     | DEF   | Jorge Paolino       |     |
| 18    | DEF   | Rafael Amador       |     |
| 6     | MED   | Pareja López        |     |
| 8     | MED   | Enrique López Zarza |     |
| 9     | MED   | Manuel Manzo        |     |
| 7     | DEL   | Ricardo Ferretti    |     |
| 22    | DEL   | Manuel Negrete      | 78' |
| 11    | DEL   | Hugo Sánchez        | 86' |
| D. T. | D. T. | Bora Milutinovic    |     |

| 1     | POR   | Ricardo Ferrero      |     |
| 2     | DEF   | Nacho Flores         |     |
| 3     | DEF   | Sergio Rubio         |     |
| 5     | DEF   | Miguel Ángel Cornero |     |
| 14    | DEF   | Rafael Toribio       |     |
| 25    | MED   | Armando Romero       | 45' |
| 6     | MED   | Guillermo Mendizábal |     |
| 7     | MED   | Carlos Jara Saguier  |     |
| 9     | DEL   | Rodolfo Montoya      |     |
| 17    | DEL   | Adrián Camacho       |     |
| 8     | DEL   | Gerardo Lugo         |     |
| D. T. | D. T. | Ignacio Trelles      |     |

| 12 | MED | Mauricio Peña   | 78' |
| 16 | DEF | Eduardo Salcedo | 86' |

| 11 | MED | Mario Medina | 45' |

| 10' · 21' · 27' · 75' | Hugo Sánchez Ricardo Ferretti Manuel Manzo Enrique López Zarza |  |

| 40' | Rafael Toribio |  |

| 48' · 60' | Olaf Heredia Jorge Paulino |

| 33' · 67' · 84' | Guillermo Mendizábal Rodolfo Montoya Gerardo Lugo |

| 88' | Bora Milutinovic |

| 66' | Carlos Jara Saguier |

| Principal  | Antonio Márquez Ramírez |
| Asistentes | Mario Rubio Vázquez     |
|            | Enrique Mendoza Guillén |

| 20    | POR   | Olaf Heredia        |     |
| 2     | DEF   | Pablo Luna          |     |
| 3     | DEF   | Gustavo Vargas      |     |
| 4     | DEF   | Jorge Paolino       |     |
| 18    | DEF   | Rafael Amador       |     |
| 6     | MED   | Pareja López        |     |
| 8     | MED   | Enrique López Zarza |     |
| 9     | MED   | Manuel Manzo        |     |
| 7     | DEL   | Ricardo Ferretti    |     |
| 22    | DEL   | Manuel Negrete      | 78' |
| 11    | DEL   | Hugo Sánchez        | 86' |
| D. T. | D. T. | Bora Milutinovic    |     |

| 1     | POR   | Ricardo Ferrero      |     |
| 2     | DEF   | Nacho Flores         |     |
| 3     | DEF   | Sergio Rubio         |     |
| 5     | DEF   | Miguel Ángel Cornero |     |
| 14    | DEF   | Rafael Toribio       |     |
| 25    | MED   | Armando Romero       | 45' |
| 6     | MED   | Guillermo Mendizábal |     |
| 7     | MED   | Carlos Jara Saguier  |     |
| 9     | DEL   | Rodolfo Montoya      |     |
| 17    | DEL   | Adrián Camacho       |     |
| 8     | DEL   | Gerardo Lugo         |     |
| D. T. | D. T. | Ignacio Trelles      |     |

| 12 | MED | Mauricio Peña   | 78' |
| 16 | DEF | Eduardo Salcedo | 86' |

| 11 | MED | Mario Medina | 45' |

| 10' · 21' · 27' · 75' | Hugo Sánchez Ricardo Ferretti Manuel Manzo Enrique López Zarza |  |

| 40' | Rafael Toribio |  |

| 48' · 60' | Olaf Heredia Jorge Paulino |

| 33' · 67' · 84' | Guillermo Mendizábal Rodolfo Montoya Gerardo Lugo |

| 88' | Bora Milutinovic |

| 66' | Carlos Jara Saguier |

| Principal  | Antonio Márquez Ramírez |
| Asistentes | Mario Rubio Vázquez     |
|            | Enrique Mendoza Guillén |

| Campeón Primera División 1980-81 |
| -------------------------------- |
|                                  |
| Pumas UNAM                       |
| 2.o título                       |